# Le Mayet-d’École
Le Mayet-d’École ist ein zentralfranzösischer Ort und eine Gemeinde (commune) mit 305 Einwohnern (Stand: 1. Januar 2022) im Département Allier im Norden der Region Auvergne-Rhône-Alpes. Sie gehört zum Arrondissement Vichy und zum Kanton Gannat.

## Lage
Le Mayet-d’École liegt in der Landschaft des Bourbonnais etwa 19 Kilometer westnordwestlich von Vichy. Umgeben wird Le Mayet-d’École von den Nachbargemeinden Saint-Germain-de-Salles im Norden und Nordwesten, Broût-Vernet im Norden und Nordosten, Escurolles im Osten und Südosten, Saulzet im Süden sowie Jenzat im Westen.
Durch die Gemeinde führt die frühere Route nationale 9.

## Bevölkerungsentwicklung
| Jahr                       | 1962 | 1968 | 1975 | 1982 | 1990 | 1999 | 2006 | 2011 | 2016 |
| Einwohner                  | 307  | 296  | 265  | 236  | 272  | 260  | 275  | 273  | 270  |
| Quellen: Cassini und INSEE |      |      |      |      |      |      |      |      |      |

## Sehenswürdigkeiten
Siehe auch: Liste der Monuments historiques in Le Mayet-d’École

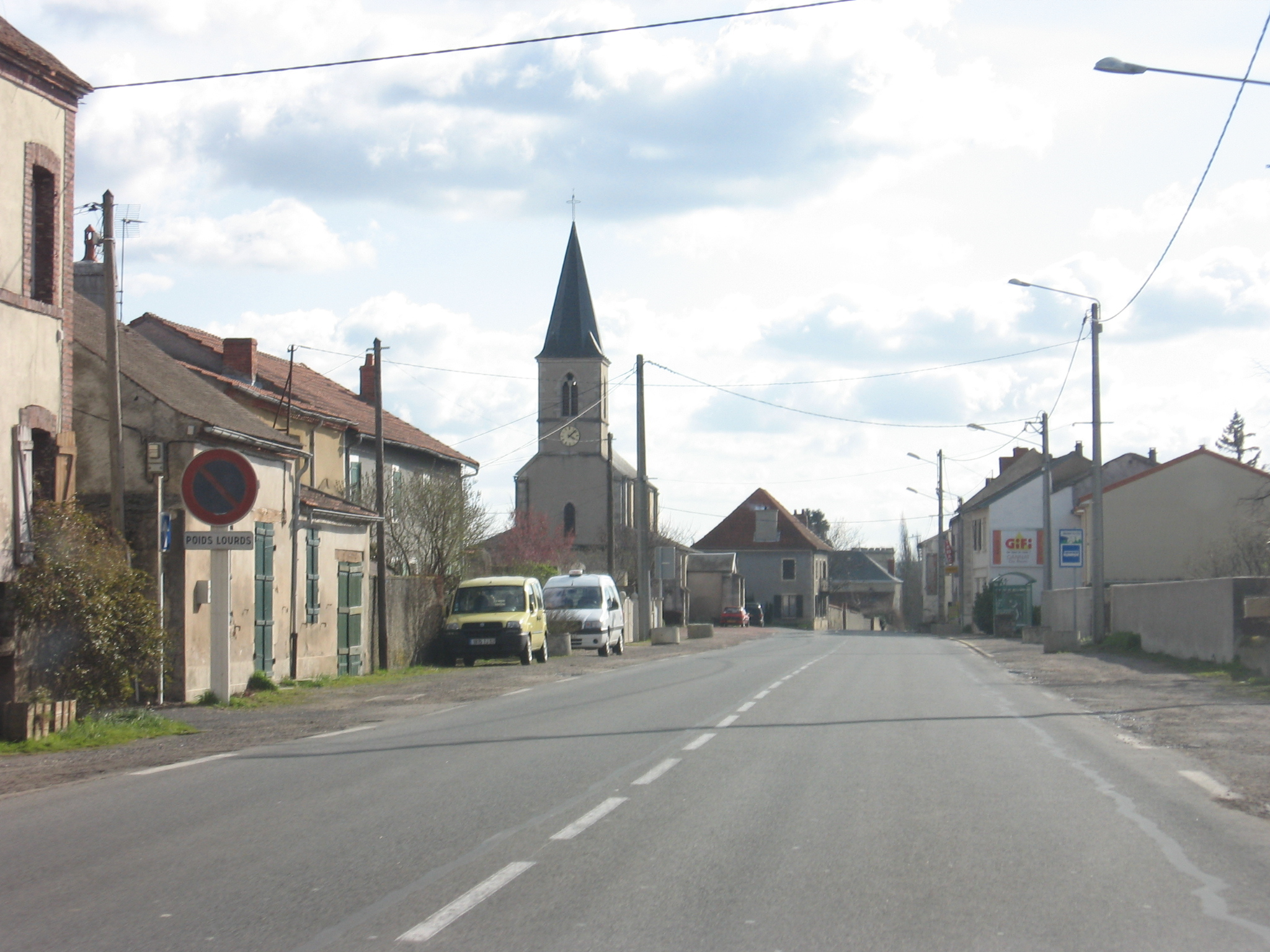
Kirche Saint-Barthélemy

- Kirche Saint-Barthélemy